# Gentiana ornata
Gentiana ornata là một loài thực vật có hoa trong họ Long đởm. Loài này được (D.Don) Wall. ex Griseb. mô tả khoa học đầu tiên năm 1838.